# Castrillo de Murcia
Castrillo de Murcia est une ville d’Espagne, dans la province de Burgos, communauté autonome de Castille-et-León.

## Géographie

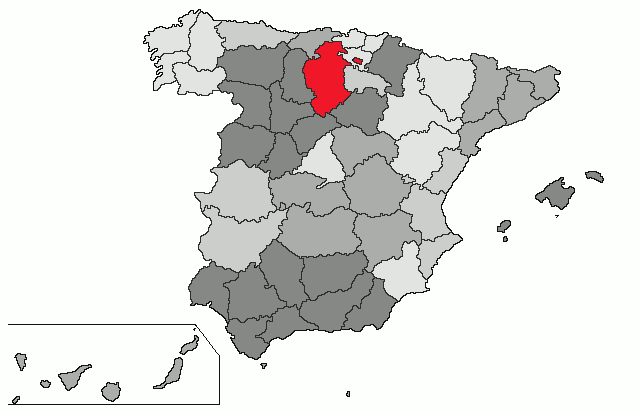
Situation en Espagne

## Jumelages
- Avensan (France)